# إليان أمادو ليفي فالنسي
إليان أمادو ليفي فالنسي (بالإنجليزية: Eliane Amado Levy-Valensi)‏ (بالعبرية: אליענה אמדו לוי-ולנסי‏)؛ (11 مايو 1919-10 مايو 2006) عالمة نفس ومحللة نفسية وفيلسوفة فرنسية - إسرائيلية.

## روابط خارجية
- Prof. Levy-Valensi in The Department of Jewish Philosophy, Bar-Ilan University